# Vieux presbytère de Saint-Roch-de-l'Achigan
Le vieux presbytère de Saint-Roch-de-l'Achigan est une ancienne maison curiale situé au 1188, rue Principale à Saint-Roch-de-l'Achigan.

## Histoire
Le premier presbytère de Saint-Roch-de-l'Achigan, qui sert également de lieu de culte, a été construit en 1786 sur le domaine de Paul-Roch de Saint-Ours, seigneur de L'Assomption. Il s'agit d'un bâtiment de 2 étages donc le second sert de chapelle. La première église a été construite en 1803, provoquant le développement de la communauté. En 1838, un nouveau presbytère est construit juste derrière l'ancien, aligné sur l'église. L'ancien est démoli en même temps. 
En 1905, le presbytère est tombé en désuétude. Un nouveau est construit en 1905 par Ludger Venne au même emplacement selon les plans de l'architecte Alphonse Durand de Joliette. Le presbytère est cité par la municipalité de Saint-Roch-de-l'Achigan le 7 avril 2003. En 2008, la municipalité fait l'acquisition de l'édifice et le restaure. Elle le loue depuis à divers organismes communautaires. Le règlement de citation est repris le 17 avril 2023.